# Merrick County
Merrick County är ett administrativt område i delstaten Nebraska, USA, med 7 845 invånare. Den administrativa huvudorten (county seat) är Central City. 

## Geografi
Enligt United States Census Bureau så har countyt en total area på 1 281 km². 1 256 km² av den arean är land och 26 km² är vatten. 

### Angränsande countyn
- Platte County - nordost
- Polk County - öster
- Hamilton County - söder
- Hall County - sydväst
- Howard County - väster
- Nance County - norr